# Avstavningshomograf
En avstavningshomograf är ett sammansatt ord som kan avstavas på flera olika sätt, t.ex. "bildrulle", som kan avstavas som antingen "bil-drulle" eller "bild-rulle".
Avstavningshomografer är problematiska för automatiska avstavningsprogram, och därför tacksamma som testfall vid utvärdering av avstavningssystem.